# Janc
Janc je priimek v Sloveniji, ki ga je po podatkih Statističnega urada Republike Slovenije na dan 1. januarja 2010 uporabljalo 456 oseb.

## Znani nosilci priimka
- Adrian Janc (1911—?), arhitekt
- Blanka Janc (1915—1976), kritičarka
- Blaž Janc (*1996), rokometaš
- Branko Janc (*1956), pojetnik, politik
- Jelena Janc Sekovanič (1929—?), arhitektka
- Kristijan Janc (1960—2008), politik
- Marija Janc (*1956), ekonomistka in političarka
- Miha Janc (*1937), veterinar, mikrobiolog, prof. BF UL
- Mitja Janc (*2003), rokometaš
- Peter Janc (1876—?), pisec